# Kristin Midthun
Kristin Midthun Ihle (* 4. Februar 1961 in Oslo, Norwegen) ist eine ehemalige norwegische Handballspielerin, die für die norwegische Nationalmannschaft auflief.

## Karriere
Midthun spielte für den norwegischen Verein IL Vestar. Mit IL Vestar gewann sie im Jahr 1989 die Serienmeisterschaft, jedoch gelang es ihrer Mannschaft nicht in den anschließend ausgetragenen Play-offs die norwegische Meisterschaft zu gewinnen.
Midthun bestritt zwischen 1982 und 1988 insgesamt 143 Länderspiele für die norwegische Nationalmannschaft, in denen sie 306 Treffer erzielte. Mit der norwegischen Auswahl gewann sie bei der Weltmeisterschaft 1986 die Bronzemedaille. Zwei Jahre später errang sie bei den  Olympischen Spielen in Seoul die Silbermedaille. Im Turnierverlauf erzielte sie 21 Treffer.